# Chrigor
Chrigor Lisboa (Santo André, 11 de julho de 1974) é um cantor brasileiro de pagode.
É ex-integrante do Exaltasamba, onde foi vocalista entre os anos de 1993 e 2002.

## Carreira
Integrou o Exaltasamba de 1993 até o último bimestre de 2002 tendo a função de vocalista. Chrigor saiu do Exaltasamba por ter ficado deprimido com a morte do pai, preferindo sair para não trazer prejuízos ao grupo. Depois que saiu do Exaltasamba, lançou discos solo.
Chrigor afirmou que sentiu um incômodo com Thiaguinho pela mudança que houve no estilo do grupo em 2003, mas que já havia se arrependido deste sentimento e passou a gostar de Thiaguinho tornando-se um de seus grandes amigos futuramente.
Em 2007, foram lançadas três canções com Chrigor no álbum Livre pra Voar do Exaltasamba.
Em fevereiro de 2012, Chrigor participou do game show Cante se Puder, exibido pela rede SBT.
Em novembro de 2013, Chrigor, Márcio Art (ex-Art Popular) e Salgadinho (ex-Katinguelê) formaram o trio "Amigos do Pagode 90" e lançaram o álbum Pra Ninar Você.
Em 2015, junto com Péricles e Thiaguinho, que foram vocalistas do Exaltasamba, se apresentaram em uma turnê de shows chamada "A Gente Faz A Festa", mantendo suas carreiras solo. Também participaram nessa turnê Izaías e o Pinha Presidente, os quais também integraram o Exaltasamba Em setembro de 2016 a turnê/projeto "A Gente Faz A Festa" termina.[carece de fontes?]
Em fevereiro de 2017, Chrigor lançou o EP com Título “O Show Continuou” e também uma das seis músicas do EP, que conta com sucesso tocado nas rádios de todo Brasil, "Um minuto de atenção".

## Discografia

### Carreira solo
Álbuns
| Ano  | Título                           | Mídia | Gravadora |
| ---- | -------------------------------- | ----- | --------- |
| 2004 | Trilha Sonora                    | CD    | BlueDS    |
| 2007 | Quem Me Conhece Sabe Quem Eu Sou | CD    | Deckdisc  |
| 2017 | O Show Continuou                 | EP    | Sonora    |

### Participações em carreira solo
Álbuns
| Ano  | Título         | Mídia | Gravadora |
| ---- | -------------- | ----- | --------- |
| 2007 | Livre pra Voar | CD    | EMI       |

### Discografia integrando os Amigos do Pagode 90
Álbuns
| Ano  | Título         | Mídia | Gravadora |
| ---- | -------------- | ----- | --------- |
| 2015 | Pra Ninar Você |       |           |

### Discografia integrando o Exaltasamba
Álbuns
| Ano  | Título              | Mídia   | Gravadora         |
| ---- | ------------------- | ------- | ----------------- |
| 1994 | Encanto             | LP e CD | Kaskata's Records |
| 1996 | Luz do Desejo       | LP e CD | EMI-Odeon         |
| 1997 | Desliga e Vem       | LP e CD | EMI-Odeon         |
| 1998 | Cartão Postal       | CD      | EMI-Odeon         |
| 2000 | Mais uma Vez        | CD      | EMI-Music         |
| 2001 | Bons Momentos       | CD      | EMI               |
| 2002 | Exaltasamba Ao vivo | CD      | EMI               |

## Composições
- "Bons Momentos"
(compôs junto com Péricles e Izaías.)[20]
- "Mais Forte Que Eu"
(compôs junto com Péricles, Thell e Izaías.)[21]
- "Todo Seu"
(compôs junto com Péricles e Izaías.)[21]

## Vida pessoal
Chrigor foi casado por 23 anos com a produtora musical Adriana. Teve três filhos.
Em junho de 2021, assumiu namoro com a empreendedora Amanda Arantes, fã do cantor antes de iniciar o romance. Em fevereiro de 2022, ficam noivos.